# Landolphia heudelotii
Landolphia heudelotii är en oleanderväxtart som beskrevs av A. Dc.. Landolphia heudelotii ingår i släktet Landolphia och familjen oleanderväxter. Inga underarter finns listade i Catalogue of Life.